# Akzeptierende Drogenarbeit
Akzeptierende Drogenarbeit ist Soziale Arbeit mit Drogenkonsumenten, bei der nicht die Entwöhnung der Süchtigen im Vordergrund steht, sondern die Verbesserung ihrer Lebenssituation bei gleichzeitiger Akzeptanz des Drogenkonsums. Ein umstrittenes Element dieser Konzeption sind Drogenkonsumräume, die in einigen Großstädten existieren. Seit einigen Jahren gibt es in manchen Städten auch Alkoholkonsumräume.

## Grundlagen und Abgrenzung
Der traditionellen, abstinenzorientierten Drogenarbeit liegt ein Ansatz zugrunde, der das Drogenproblem in erster Linie auf die Wirkungsweisen der sogenannten legalen und illegalen Drogen sowie auf die psycho- und soziopathologischen Persönlichkeiten der Konsumenten zurückführt. Alternativ dazu hat sich ein Ansatz entwickelt, bei dem die Ursachen primär in der Kriminalisierung der Konsumenten und den daraus resultierenden Folgeproblemen gesehen werden. Die traditionelle Drogenhilfe verwendet das Bild eines linearen Abhängigkeitsmodells und die damit verbundene Idee des verstärkten Leidensdruckes als Motivationsgrundlage zu einer abstinenten Lebensführung. Der akzeptanzorientierte Arbeitsansatz basiert auf der Feststellung, dass es keine identischen drogal-biographischen Entwicklungsverläufe gibt. Drogenkonsumenten werden daher nicht als per se krank und behandlungsbedürftig betrachtet, sondern es wird ihnen Eigenverantwortung und Handlungskompetenz zugesprochen. Der akzeptanzorientierte Ansatz gibt die Problemdefinitionsmacht an die Betroffenen zurück, so dass die Konsumenten nicht Objekte professioneller, kurativer (sozial)pädagogischer Hilfsmaßnahmen bleiben, sondern als Persönlichkeiten mit einem Recht auf Selbstbestimmung wahrgenommen werden – auch wenn sie sich für den Drogenkonsum und von der Norm abweichende Lebensstile entscheiden. Der professionellen Hilfestellung wird daher die prinzipielle Akzeptanz zu Grunde gelegt, dass etwa Hochgefühle auch als Resultat von Drogenkonsum legitim sind, und es nicht darum geht, die Konsumenten zur Abstinenz bekehren oder zu heilen.

## Zielsetzungen
Das vordringlichste Ziel akzeptierender Drogenarbeit ist ausdrücklich nicht die Abstinenz. Drogenkonsumenten haben ein Recht auf Menschenwürde, selbst wenn sie nicht ihren Drogenkonsum aufgeben wollen oder können. Akzeptanzorientierte Drogenarbeit zielt nicht darauf ab, drogenfreie Hilfsangebote einzuschränken oder abzuschaffen, sondern versteht sich als Erweiterung des Angebotsspektrums, um der Heterogenität des Phänomens Drogenkonsum Rechnung zu tragen. Sie verfolgt das Ziel, zur Minimierung des Leidensdrucks die Lebensbedingungen der Konsumenten unabhängig von Ausstiegs- und Abstinenzmotivation zu normalisieren und zu verbessern. Drogengebrauchern soll, sowohl durch Hilfe zur Selbsthilfe, als auch durch subjektbezogene, bedarfsorientierte Unterstützungsangebote die selbstbestimmte Entwicklung menschenwürdiger Lebensperspektiven ermöglicht werden. Um Bedarfsorientierung und Lebensweltnähe sicherzustellen, wird die Kompetenz der Betroffenen kooperativ in die Angebotsentwicklung mit einbezogen. Auf übergeordneter Ebene steht das Ziel im Vordergrund, aktiv an der Gestaltung der Drogenpolitik mitzuwirken mit den Zielen Entkriminalisierung, Achtung der Menschenwürde von Drogenkonsumenten und Verzicht auf Unterstellung grundsätzlicher Behandlungsbedürftigkeit.

## Umsetzung
Die Leitidee der Akzeptanz wird am nachhaltigsten in lebensweltnahen, aufsuchenden Ansätzen und niedrigschwelligen, einrichtungsgebundenen Angeboten umgesetzt, die mittlerweile in vielen größeren Städten zu finden sind. Beispiele dafür sind unter anderem Streetwork, Kontaktläden, Notschlafstellen, Drogenkonsumräume und Peer Group-Projekte.

### Streetwork
Streetwork ist eine im alltäglichen Lebensmilieu der Zielgruppe verankerte Form psychosozialer bzw. gesundheitsbezogener Arbeit. Der Handlungsbereich aufsuchend arbeitender Streetworker bleibt nicht auf den alltagssprachlich als Straße bezeichneten Raum beschränkt, sondern kann alle öffentlichen, halböffentlichen und privaten Lebensfelder der Zielgruppen umfassen. Schwerpunkte von Streetwork sind Beratung, Unterstützung bei Behördengängen, der Arbeits- und Wohnungssuche sowie die Drogen- und Aidsprävention; ergänzend gegebenenfalls die Weiterbetreuung von Zielgruppenangehörigen in sogenannten Hintergrundeinrichtungen (beispielsweise nachgelagerte Einrichtungen der Basisversorgung oder in Kliniken und Gefängnissen).

### Kontaktläden
Ein Kontaktladen ist eine Art Café, das sich an Konsumenten legaler und illegaler Drogen richtet. Angebote ziehen sich von praktischen Alltagshilfen (Spritzenvergabe und Spritzentausch, Safer-Use-Beratung, Versorgungsangebote im Bereich Ernährung und Körperhygiene, ambulante Wundversorgung), über Angebote im psychosozialen Bereich (Gespräche im informellen Setting, Krisenintervention, zieloffene Beratung) bis hin zu Angeboten im Bereich der Selbsthilfe (Vermittlung alternativer Konfliktstrategien, Einbeziehung der Konsumenten in die Organisation der Einrichtung, Vermittlung von Informationen aller Art).

### Notschlafstellen
Eine Notschlafstelle bietet obdachlosen Konsumenten illegaler Drogen eine Schlafmöglichkeit. Zudem umfasst das Angebot Gelegenheit zur regelmäßigen Ernährung und Hygiene, die Überwachung der Vitalfunktionen mittels regelmäßiger Rundgänge, Spritzentausch und Safer Use-Beratung, Begleitung und Vermittlung.

### Drogenkonsumräume
In einigen Städten gibt es die Möglichkeit, in einem Raum (Drogenkonsumraum) unter der Aufsicht von medizinischem Personal Drogen zu injizieren. Das Angebot ermöglicht es, unter hygienischen Bedingungen, frischen Utensilien und ohne Stress zu konsumieren und so die Übertragung von Krankheiten auszuschließen und bei eventuellen Überdosen medizinisch eingreifen zu können. Dabei gibt es feste und mobile Angebote.

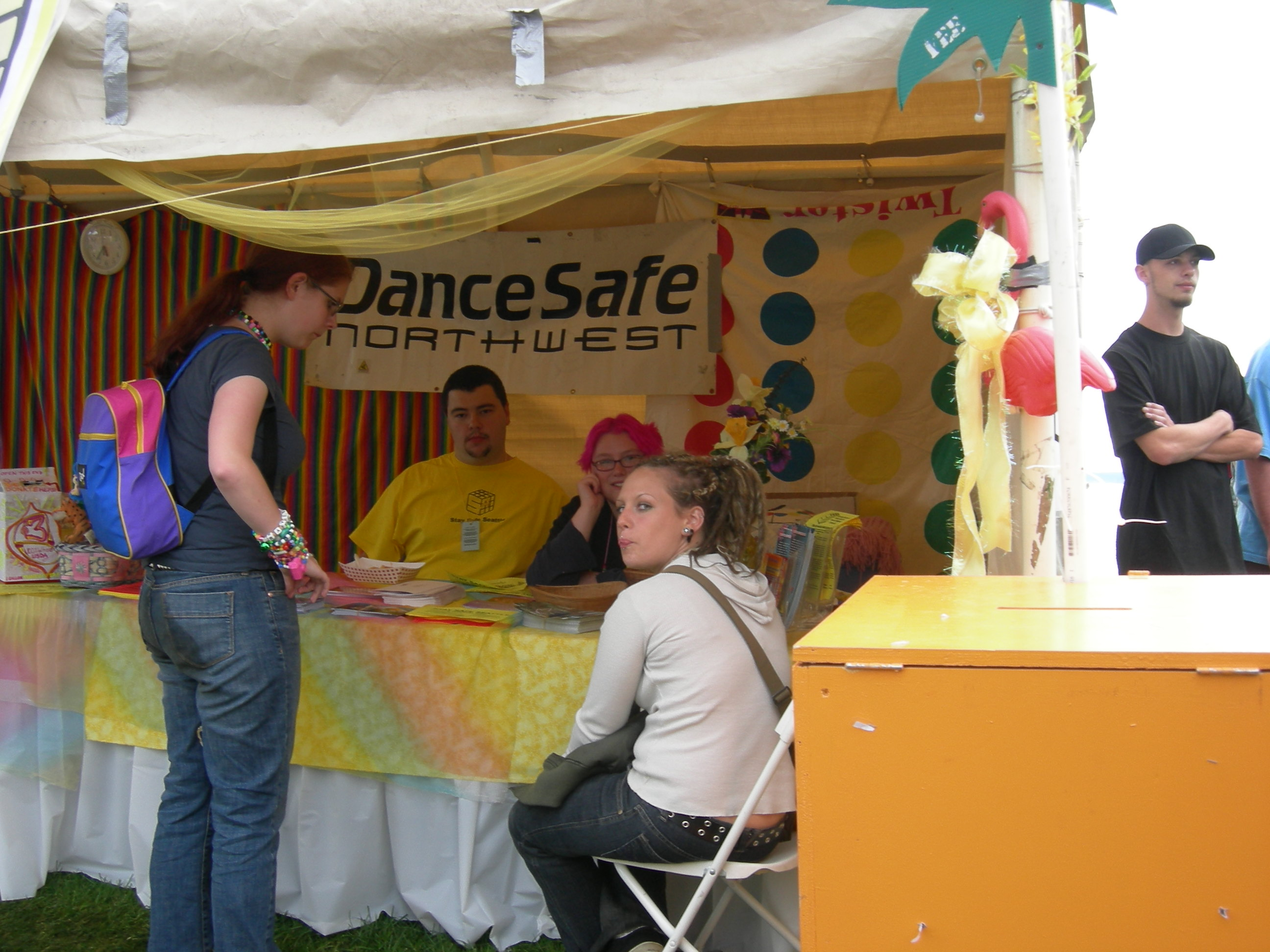
Safer Use-Beratung auf einem Festival in Seattle, 2007

### Alkoholkonsumräume
In jüngerer Zeit wurden auch Alkoholkonsumräume geschaffen, in denen der Konsum von niedrigprozentigen Alkoholika wie Bier und Wein gestattet ist.

### Peer-Projekte
Unter anderem in Berlin (Eclipse, Eve & Rave, Autonomer Drogeninfostand), Hamburg (VIVID e.V.), Leipzig (Drug Scouts), Hannover (Momo Projekt) und Frankfurt (Safer Party People, früher Alice-Project) gibt es sogenannte Peer-Projekte. Im Mittelpunkt ihrer Arbeit steht Aufklärungs- und Beratungsarbeit auf Partys, größeren Musikveranstaltungen, aber auch in Schulen. Dabei sind die Angebote an den Bedürfnissen innerhalb der entsprechenden Jugendkulturen ausgerichtet. Es werden Informationen über die verschiedenen Substanzen und Safer Use-Hinweise bereitgestellt, Beratungsgespräche vor Ort geführt und gegebenenfalls an weiterführende Drogenberatungsstellen verwiesen. Zudem werden kostenlos Kondome, Ohrenstöpsel und auch Vitamin- und Mineralstofftabletten verteilt, sowie Erste Hilfe-Maßnahmen durchgeführt. Oft sind deren Mitarbeiter – beispielsweise Suchthelfer mit eigener Suchterfahrung – der einzige Bezugspunkt speziell für Jugendliche mit problematischen Konsummustern. Das szenennahe Konzept in Bezug auf die Party-Szene entspricht dem „Lebensweiseansatz“, der vom Bundesministerium für Gesundheit (Deutschland) (BMG) betont wird: Mit dem Lebensweiseansatz trat der Einbezug des lebensweltlichen oder subkulturellen Kontextes der Adressaten in den Vordergrund. Unabhängig von einem Risiko oder Suchtpotential werden Zielgruppen nach ihren unterschiedlichen Lebenswelten, -weisen oder -stilen differenziert, unter Berücksichtigung der jeweiligen Belastungs- oder Protektivfaktoren, Ritualisierungen von Konsum, symbolischen Bedeutungen von Substanzen, sozialen Netzen oder Risikokompetenzen.